# Harold Donohue

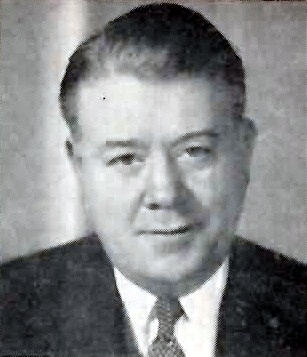
Harold Donohue

Harold Daniel Donohue (* 18. Juni 1901 in Worcester, Massachusetts; † 4. November 1984 ebenda) war ein US-amerikanischer Politiker. Zwischen 1947 und 1974 vertrat er den Bundesstaat Massachusetts im US-Repräsentantenhaus.

## Werdegang
Harold Donohue besuchte bis 1920 die St. John Preparatory School in Worcester. Nach einem anschließenden Jurastudium an der Northeastern University und seiner 1925 erfolgten Zulassung als Rechtsanwalt begann er in diesem Beruf zu arbeiten. Gleichzeitig schlug er als Mitglied der Demokratischen Partei eine politische Laufbahn ein. Zwischen 1927 und 1935 saß er im Gemeinderat seiner Heimatstadt. Während des Zweiten Weltkrieges diente er zwischen 1941 und 1945 in der US Navy.
Bei den Kongresswahlen des Jahres 1946 wurde Donohue im vierten Wahlbezirk von Massachusetts in das US-Repräsentantenhaus in Washington, D.C. gewählt, wo er am 3. Januar 1947 die Nachfolge von Pehr G. Holmes antrat. Nach 13 Wiederwahlen konnte er bis zu seinem Rücktritt am 31. Dezember 1974 fast vierzehn Legislaturperioden im Kongress absolvieren. Seit 1973 vertrat er als Nachfolger von Robert Drinan den dritten Distrikt seines Staates. In seine Zeit im Kongress fielen der Beginn des Kalten Krieges, der Koreakrieg, der Vietnamkrieg und innenpolitisch die Bürgerrechtsbewegung. Im Jahr 1974 überschattete die Watergate-Affäre auch die Arbeit des Kongresses. Zu dieser Zeit war er Mitglied im Justizausschuss.
Im Jahr 1974 verzichtete Harold Donohue auf eine erneute Kongresskandidatur. Er starb am 4. November 1984 in seiner Geburtsstadt Worcester.